# HOT TOYS
Hot Toys於2000年創立，公司總部在香港，主要製作1：6的美軍特種部隊可動人偶。之後，產品製作方向,漸漸轉向將版權作品之角色實體化的高品質收藏人形。自2003年開始，Hot Toys獲得多個國際知名的電影版權，包括、《復仇者聯盟》、《美國隊長》、《雷神索爾》、 系列、《蝙蝠俠》、《蜘蛛人》、《異形》及等系列此外，Hot Toys還推出過演藝界巨星的珍藏人偶如史丹·李、李小龍、張國榮等人。
Hot Toys與迪士尼為策略性合作夥伴

## 授权作品

### 电影
- 《斯巴达三百勇士》
- 《異形》 電影系列
- 《异形大战铁血战士》 電影系列
- 《阿童木》
- 《阿凡达》
- 《復仇者聯盟》
- 《超凡蜘蛛俠》
- 《蝙蝠俠》（1989年電影版）
- 《蝙蝠侠：侠影之谜》
- 《刀锋战士》三部曲
- 《美國隊長》
- 《诸神之战》
- 《蝙蝠俠：黑暗騎士》
- 《蝙蝠俠：黑暗騎士崛起》
- 《剪刀手爱德华》
- 《敢死隊》
- 《教父》
- 《大盗石川五右卫门》
- 《綠燈俠》
- 《地獄男爵：黃金軍團》
- 《印第安纳·琼斯》
- 《无耻混蛋》
- 《钢铁侠》 電影系列
- 《神威外傳》
- 《火星人玩轉地球》
- 《加勒比海盗》電影系列
- 《人猿星球》（1968年電影版）
- 《野战排》
- 《铁血战士》電影系列
- 《波斯王子：时之刃》
- 《蘭博》 电影系列
- 《生化危機》 電影系列
- 《机械战警》 电影系列
- 《洛奇》电影系列
- 《宇宙海贼哈洛克船长》
- 《闪灵侠》
- 《蜘蛛俠3》
- 《美少女特工隊》
- 《超人》
- 《超人归来》
- 《星球大戰》
- 《终结者》電影系列
- 《雷神》
- 《投名狀》
- 《创：战纪》
- 《X战警前传：金刚狼》
- 《X战警：第一战》
- 《明日戰記》

### 電視劇系列
- 《越獄風雲》

### 美國卡通
- 《迪士尼卡通角色》

### 家用機遊戲
- 《生化危機》 遊戲系列
- 《刺客信條》 - 埃齐奥·奥迪托尔（Ezio Auditore）
- 《合金裝備系列》

### 日本漫畫及動漫
- 《蘋果核戰記》
- 《鐵臂阿童木》
- 《大逃殺2》
- 《怪醫黑傑克》
- 《機動戰士高達》 - 《夏亞·阿茲納布爾》

### 漫画
- 《蝙蝠侠》

### 名人
- 马龙·白兰度
- 詹姆斯·迪恩
- 迈克尔·杰克逊
- 劉德華
- 黃家駒
- 李小龍
- 張國榮
- 史丹·李

## 爭議
Hot Toys於香港反送中行動抗爭中，發表聲明其為中國香港的品牌，不支持港獨。。

## 外部連結
- 官方网站